# International Data Group
International Data Group (IDG, Inc.) är amerikanskt företag med fokus på information och skapande av efterfrågan. Företaget grundades i Boston år 1964 och finns i 97 länder. Företaget tidigare gett ut över 300 datortidningar runt om i världen.[källa behövs]
2021 köpte riskkapitalbolaget Blackstone IDG för 1,3 miljarder dollar.

## IDG i Sverige
IDG International Data Group AB etablerades i Sverige 1985, då Bengt Marnfeldts Nova Medias utgivning av datortidningar övertogs. Dessförinnan hade Nova Media och amerikanska IDG sedan 1983 ett samriskföretag för lanseringen av Computer Sweden. Marnfeldt var VD och sedermera styrelseordförande perioden 1985–2008.
IDG har under åren get ut ett flertal tidskrifter och webbplatser i Sverige, de flesta IT-relaterade. Samtliga tidskrifter har lagts ner och webbplatserna har minskat i antal. IDG bedrev också evenemangsverksamhet och konferenser, en verksamhet som lades ner 2023.

### Tidningar och varumärken i Sverige (urval)
- CIO Sweden
- Computer Sweden
- idg.se
- Macworld
- M3
- PC för alla

### Verkställande direktörer i Sverige
VD för IDG Sverige hösten 2018 var Joakim Allwin. Dessförinnan var det Kit Gould som samtidigt var VD för IDG UK. Han tog över 2015 efter Christer Björkin (tillträdde 2011) som efterträdde Lars Dahmén, vars företrädare var Bengt Marnfeldt.